# رودني دالي
رودني دالي (بالإنجليزية: Rodney Dale)‏ هو كاتب أمريكي، ولد في 1933 في موسويل هيل في المملكة المتحدة.